# Francia en los Juegos Olímpicos de Río de Janeiro 2016
Francia estuvo representada en los Juegos Olímpicos de Río de Janeiro 2016 por un total de 395 deportistas que compitieron en 27 deportes. Responsable del equipo olímpico es el Comité Nacional Olímpico y Deportivo Francés, así como las federaciones deportivas nacionales de cada deporte con participación.
El portador de la bandera en la ceremonia de apertura fue el yudoca Teddy Riner.

## Medallistas
El equipo olímpico de Francia obtuvo las siguientes medallas:
| Nombre | Deporte               | Competición                    |
| --- | --------------------- | ------------------------------ |
| Oro |                       |                                |
| Estelle Mossely | Boxeo                 | Ligero (57-60 kg) F            |
| Tony Yoka | Boxeo                 | Superpesado (+91 kg) M         |
| Yannick Borel Gauthier Grumier Daniel Jérent Jean-Michel Lucenay                                                                                 | Esgrima               | Espada por eqs. M              |
| Karim Laghouag (Entebbe) Thibaut Vallette (Qing du Briot) Mathieu Lemoine (Bart L) Astier Nicolas (Piaf De B'Neville)                            | Hípica                | Concurso completo por eqs.     |
| Philippe Rozier (Rahotep de Toscane) Kevin Staut (Rêveur de Hurtebise) Roger-Yves Bost (Sydney Un Prince) Pénélope Leprevost (Flora de Mariposa) | Hípica                | Saltos por eqs.                |
| Émilie Andéol | Judo                  | +78 kg F                       |
| Teddy Riner | Judo                  | +100 kg M                      |
| Denis Gargaud-Chanut | Piragüismo en eslalon | C1 M                           |
| Pierre Houin Jérémie Azou | Remo                  | Doble scull ligero LM2X) M     |
| Charline Picon | Vela                  | RS:X F                         |
| Plata |                       |                                |
| Renaud Lavillenie | Atletismo             | Salto con pértiga M            |
| Mélina Robert-Michon | Atletismo             | Disco F                        |
| Kévin Mayer | Atletismo             | Decatlón M                     |
| Equipo | Balonmano             | Torneo F                       |
| Equipo | Balonmano             | Torneo M                       |
| Sarah Ourahmoune | Boxeo                 | Mosca (48-51 kg) F             |
| Sofiane Oumiha | Boxeo                 | Ligero (60 kg) M               |
| Jérémy Cadot Jean-Paul Tony Helissey Erwann Le Péchoux Enzo Lefort                                                                               | Esgrima               | Florete por eqs. M             |
| Astier Nicolas (Piaf De B'Neville) | Hípica                | Concurso completo ind.         |
| Clarisse Agbegnenou | Judo                  | –63 kg F                       |
| Audrey Tcheuméo | Judo                  | –78 kg F                       |
| Mehdy Metella Fabien Gilot Florent Manaudou Jérémy Stravius                                                                                      | Natación              | 4 × 100 m libre M              |
| Florent Manaudou | Natación              | 50 m libre M                   |
| Élodie Clouvel | Pentatlón moderno     | Individual F                   |
| Maxime Beaumont | Piragüismo            | K1 200 m M                     |
| Haby Niaré | Taekwondo             | –67 kg F                       |
| Jean Quiquampoix | Tiro                  | Pistola rápida de fuego 25 m M |
| Jean-Charles Valladont | Tiro con arco         | Individual M                   |
| Bronce |                       |                                |
| Christophe Lemaitre | Atletismo             | 200 m M                        |
| Dimitri Bascou | Atletismo             | 100 m vallas M                 |
| Mahiedine Mekhissi-Benabbad | Atletismo             | 3000 m obstáculos M            |
| Souleymane Cissokho | Boxeo                 | Wélter (69 kg) M               |
| Mathieu Bauderlique | Boxeo                 | Semipesado (81 kg) M           |
| Grégory Baugé Michaël D'Almeida François Pervis                                                                                                  | Ciclismo en pista     | Velocidad por eqs. M           |
| Gauthier Grumier | Esgrima               | Espada ind. M                  |
| Cyrille Maret | Judo                  | –100 kg M                      |
| Marc-Antoine Olivier | Natación              | 10 km M                        |
| Gauthier Klauss Matthieu Péché | Piragüismo en eslalon | C2 M                           |
| Franck Solforosi Thomas Baroukh Guillaume Raineau Thibault Colard                                                                                | Remo                  | 4 sin timonel ligero (LM4X) M  |
| Alexis Raynaud | Tiro                  | Rifle 3 posiciones 50 m M      |
| Pierre Le Coq | Vela                  | RS:X M                         |
| Camille Lecointre Hélène Defrance | Vela                  | 470 F                          |